# Ladjedelnica Daljan
Ladjedelnica Daljan (ang. Dalian Shipbuilding Industry Company - DSIC) je največje kitajsko ladjedelniško podjetje. DSIC je del skupine China Shipbuilding Industry Corporation (CSIC). DSIC ima več kot 100 let dolgo tradicijo gradnje ladij, prvo ladjedelnico je zgradila Rusija leta 1898.